# 新宿東口的貓

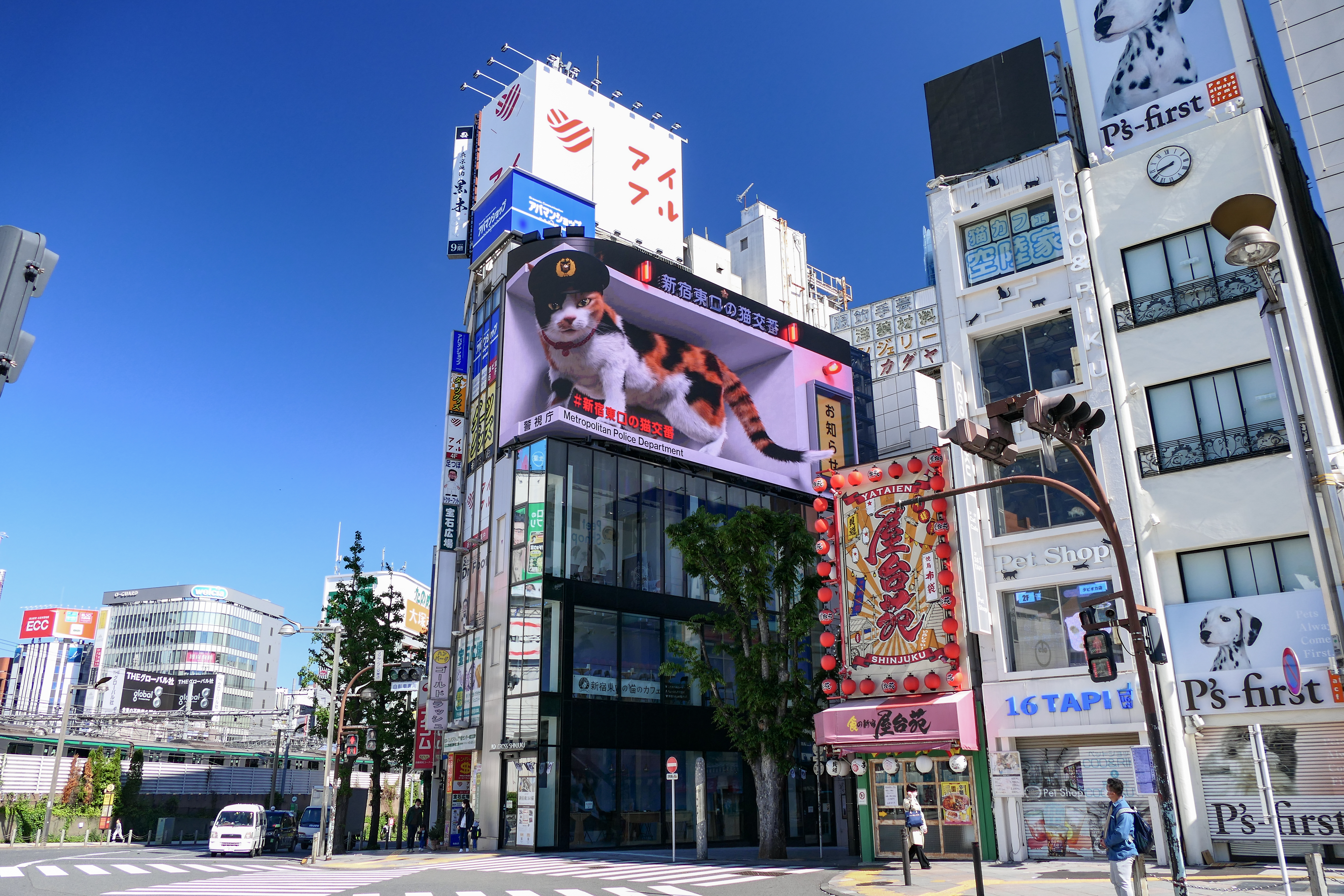
Cross新宿Vision所投射的「新宿東口的貓」

新宿東口的貓（日语：新宿東口の猫）是位於日本東京都新宿區新宿站東口附近的一個街頭藝術作品。該作品通過「Cross新宿Vision」大型街頭顯示螢幕展示一隻3D立體的巨大三色貓影像。顯示屏尺寸約為8.16公尺高、18.96公尺寬，總面積超過150平方公尺，是日本唯一支持4K解析度並具備6毫米像素間距的超大型螢幕屏之一。屏幕採用了曲面設計與視錯覺技術，使影像具有逼真感。
這隻巨大的貓作為戶外廣告誕生於2019冠状病毒病疫情期間，迅速成為新宿的新地標及熱門觀光景點。該作品由Omnibus Japan的執行創意總監山本信一設計完成，影像中的三色貓原型是自由作家佐竹茉莉子飼養的貓「夏子」（ナツコ）。該作品後在日本及海外外獲得多項榮譽，並於第25屆日本新媒體動漫藝術節娛樂部門榮獲「社會影響力獎」。

## 概要
2021年，「Cross新宿Vision」在新宿站東口面向新宿大通方向出口處安裝完成。該大樓由株式會社クロススペース負責營運，螢幕屏則由株式會社MicroAd Digital Signage與株式會社ユニカ（Unica）共同管理。名稱「Cross新宿Vision」來源於新宿作為東西地上步行通道交匯點的特性。螢幕屏總面積約為120平方公尺，其曲面設計使其能夠呈現比傳統平面螢幕更具立體感的3D影像。
由於地理條件的限制，該地區腹地狹小，無法建造高層建築，也無法如毗鄰的アルタビジョン（Alta Vision）採用長方形大螢幕設計。為克服這些限制，Cross新宿Vision運用了3D裸視技術（Naked-Eye 3D）及曲面螢幕屏設計。營運方ユニカ認為，這項設計以逆向思維進行創新，成功推翻了「戶外廣告無法進行效果測量」的常規觀點。
在設計初期，日本方面參考了包括韓國「WAVE」（波浪影像）在內的國外街頭3D顯示屏案例，這些案例已因其創意影像而成為熱點。為打造類似的高影響力作品，Cross新宿Vision通過競賽徵集影像設計方案，最終選定由Omnibus Japan提交的「手繪貓咪在建築內活動」創意。螢幕屏於2021年7月21日正式啟用，但在7月1日試播的3D三色貓影像已因其「栩栩如生的巨大貓咪動作」引發社交媒體熱議，並迅速在日本國內外獲得廣泛關注。
「新宿東口的貓」作品的策劃者山本信一，自2013年起便參與新宿的藝術活動「新宿クリエイターズ・フェスタ」，多次在新宿街頭螢幕屏上發表作品。此次貓咪的逼真表現由青山寛和領導的團隊完成。影像播出後，現場觀眾反應熱烈。為防止現場觀賞者過度聚集，相關方通過Twitter提前公佈放映時間。

## 原型

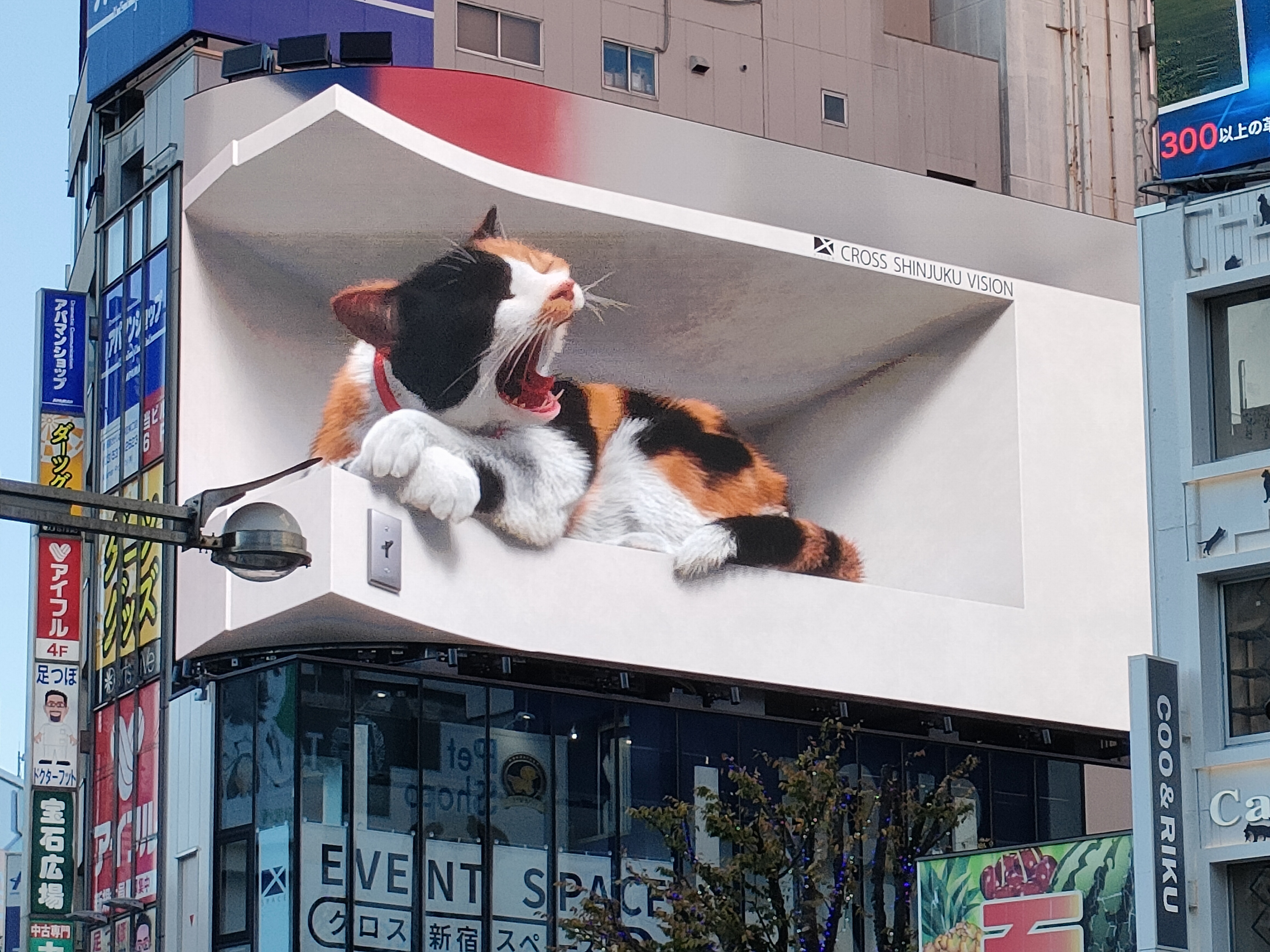
攝於2021年。

「新宿東口的貓」的原型是自由作家佐竹茉莉子飼養的貓「夏子」（ナツコ），夏子是一隻在釣魚池偷抓小魚為生的流浪貓所生的小貓，2018年7月以23歲高齡去世。據稱，夏子被形容為「性情激烈、獨行其道」，但也十分有感情。它經常將捕獵到的獵物帶回室內，得意洋洋地炫耀。
據山本透露，來自Cross新宿Vision的訂單要求中，他提交了6個方案，其中包括描繪雨打岩石等藝術風格的提案，還悄悄加入了一個手繪貓的方案。然而，這個「附加方案」的貓提案最終被採用。在貓的設計確定後，創作團隊花了數月時間繪製了各種貓的形象，但山本始終覺得這些貓缺乏「仿佛住在那裡的存在感」，未能打動他。由於無法向CG設計師清楚表達他的具體要求，設計師甚至對他說：「那麼請直接給我們展示您理想中的貓吧。」山本是一名愛貓人士，經常瀏覽社交媒體上的貓照片。某天，他看到了三毛貓「ナツコ」的一張照片，配文是「偷笑的貓」。山本選擇ナツコ的原因在於，這隻貓展現出他認為貓最具魅力的一點：「毫無根據的自信」。不過，山本更注重的是ナツコ的存在感和氣質，而非它的三毛花紋。
製作的3D動畫中的三毛貓，是一隻擁有完美八字花紋的公貓，以白色的尾巴尖作為魅力點。負責設計的CG監製青山寬和表示，設計初期，製作團隊中沒有人養貓，他們便集體前往猫咪咖啡馆，觀察貓的動作與表情。雖然曾討論在公司養貓，但未能實現。後來，他們甚至邀請同事將家中的兩隻愛貓帶到公司進行拍攝會。在製作過程中，創作者的目標是讓「巨大的三毛貓成為新宿街頭的地標，並長久地被人們喜愛」。
2023年9月，山本在佐竹參加的團體展撤展日再次到訪，為了取回他在佐竹不在時購買的蠟筆畫。山本向佐竹坦白，他正是「新宿東口的貓」的作者，而那隻貓的靈感來源，正是他在社交媒體上看到的夏子。佐竹回憶道，當佐竹第一次在新聞上看到這隻貓時，心中曾讚嘆：「這可不是單純可愛的小貓，而是一隻個性鮮明的貓啊！」隨後恍然大悟，那隻貓的神韻是夏子的模樣。

## 外部連結
- 官方网站 - 株式会社クロススペース
- 新宿東口的貓的X（前Twitter）
- 新宿東口的貓的X（前Twitter）
- YouTube上的